# Тонконіг гібридний
Тонконіг гібридний (Poa hybrida) — вид однодольних квіткових рослин з родини злакових (Poaceae).

## Біоморфологічна характеристика
Багаторічна рослина 50–120 см заввишки. Стебла прямі, стислі, гладкі. Листя 3–10 мм завширшки, непомітно загострені, шорсткі. Довжина пластинки верхнього листка перевищує її ширину 25–50 разів. Язичок 3–5 мм завдовжки, широкоокруглий, війчастий. Піхви стеблових листків (крім найнижчого) гладкі. Волоть видовжено-пірамідальна, нещільна, 15–25 см завдовжки; гілки шорсткі, довгі й тонкі. Колосочки яйцювато-довгасті, до 7(9) мм завдовжки, розташовуються починаючи від середини гілочок або нижче. Колоскові луски шорсткі тільки у верхній частині кіля, нерівні, 1–3 жилкуваті. Нижні квіткові луски 4–5.5 мм завдовжки. 2n=14. Квітне у червні — серпні

## Поширення
Ендемік гористої Європи, де росте від Франції до українських Карпат (Австрія, Франція, Німеччина, Греція, Італія, Румунія, Швейцарія, Україна, Хорватія, Словенія, Сербія з Косовом).
В Україні вид зростає у гірських лісах, на вологих кам'янистих ґрунтах — у Карпатах (Чивчинські гори); надзвичайно рідкісний.